# توم كارفر
توم كارفر (بالإنجليزية: Tom Carver)‏ هو صحفي ومؤلف بريطاني، ولد في 2 نوفمبر 1960 في هيرفورد في المملكة المتحدة.

## وصلات خارجية
- الموقع الرسمي